# 析公
析公（?—?），春秋时期楚国人。
鬬克之乱，析公逃至晋国，晋国人让他在国君车后，作为主要谋士。前585年，绕角之役，晋军将撤，析公献计同时多处敲鼓，夜里进攻，使楚军逃走。晋军听从，楚军夜里崩溃。晋国于是攻打蔡国，袭击沈国，俘虏了沈国国君沈子揖初，在桑隧（今河南省确山县东）打败申国和息国，前583年，晋国俘虏了楚国申骊而回国。郑国于是脱离楚国归附晋国。后来声子向令尹子木说是楚国析公逃亡到晋国，策划的俘虏申骊、沈子揖初的战役。